# Brabham BT60Y
O BT60Y foi o modelo utilizado pela Brabham na temporada de 1991 da F1. Condutores: Martin Brundle e Mark Blundell.   

## 1991
O BT60Y, era equipado com o motor Yamaha OX99 V12. Foi pilotado por Martin Brundle, que retornava à Brabham e à Fórmula 1 após competir pela Jaguar no Campeonato Mundial de Carros Esportivos de 1990. O segundo carro da equipe foi conduzido pelo novato na Fórmula 1, Mark Blundell.
   

A Brabham marcou apenas três pontos em 1991, com um 5º lugar conquistado por Brundle, e Blundell somando um 6º lugar. A equipe terminou em 10º lugar no Campeonato de Construtores.

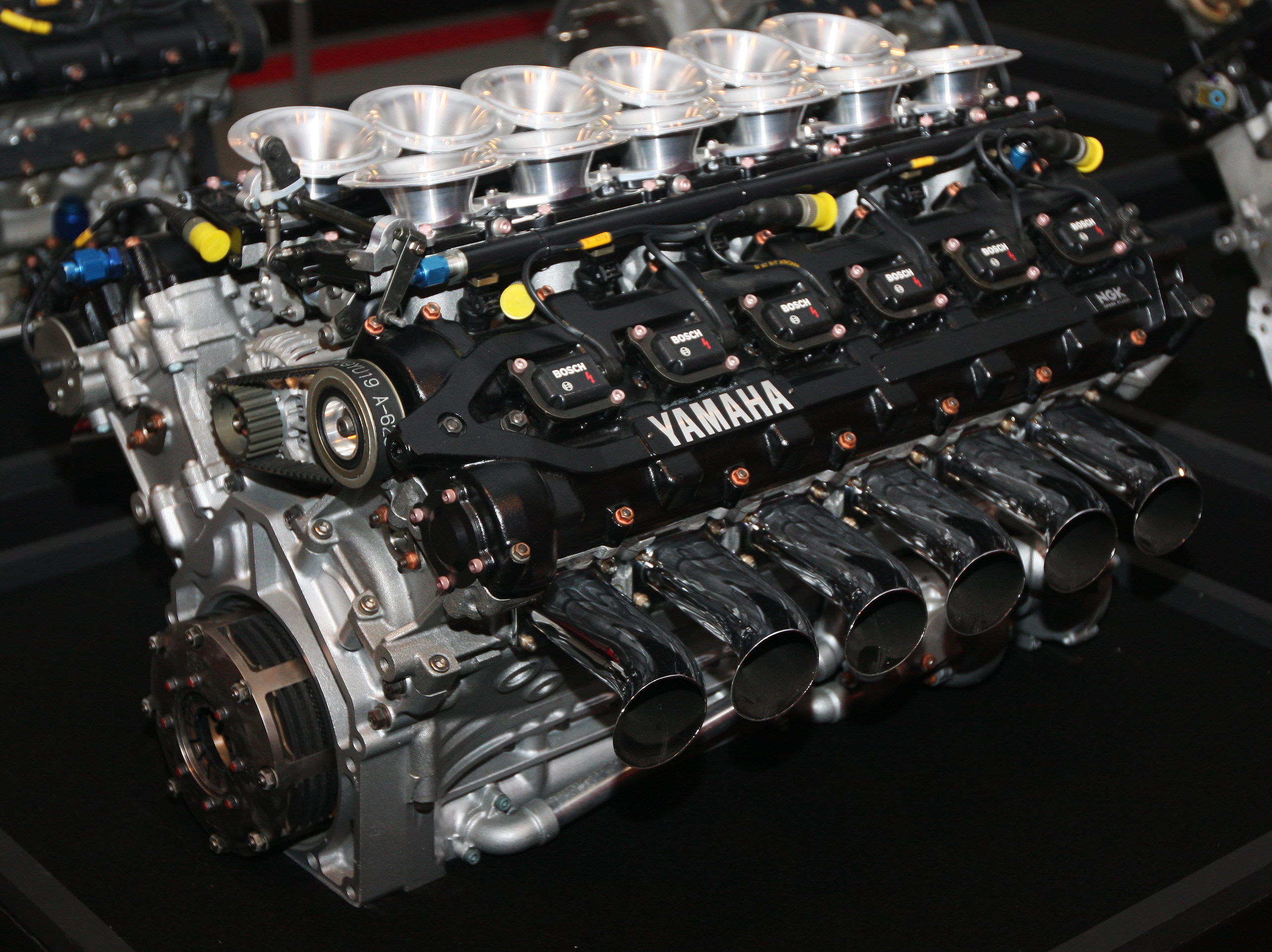
Motor Yamaha OX99 V12 utilizado pela Brabham

## Resultados[1]
(legenda) 
| Ano  | Chassi | Motor           | Pneus | N° | Pilotos        | 1   | 2   | 3   | 4   | 5   | 6   | 7   | 8   | 9   | 10  | 11  | 12  | 13  | 14  | 15  | 16  | Pontos | Posição |  |
| ---- | ------ | --------------- | ----- | -- | -------------- | --- | --- | --- | --- | --- | --- | --- | --- | --- | --- | --- | --- | --- | --- | --- | --- | ------ | ------- |  |
|      |        |                 |       |    |                |     |     |     |     |     |     |     |     |     |     |     |     |     |     |     |     |        |         |  |
|      |        |                 |       |    |                | USA | BRA | SMR | MON | CAN | MEX | FRA | GBR | ALE | HUN | BEL | ITA | POR | ESP | JPN | AUS |        |         |  |
| 1991 | BT60Y  | Yamaha OX99 V12 | P     | 7  | Martin Brundle |     |     | 11  | DSQ | Ret | Ret | Ret | Ret | 11  | Ret | 9   | 13  | 12  | 10  | 5   | NQ  | 3      | 10°     |  |
| 1991 | BT60Y  | Yamaha OX99 V12 | P     | 8  | Mark Blundell  |     |     | 8   | Ret | NQ  | Ret | Ret | Ret | 12  | Ret | 6   | 12  | Ret | Ret | NPQ | 17  | 3      | 10°     |  |

↑1  Os GPs: Estados Unidos e Brasil utilizou o chassi BT59Y.

## Ligações  externas
- http://b.f1-facts.com/ul/a/4582 http://b.f1-facts.com/ul/a/4548